# Oogamia

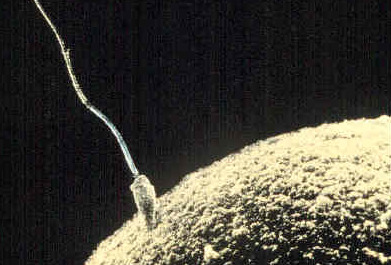
Oogamia en animales: célula reproductora masculina, de pequeñas dimensiones, en la superficie de un óvulo.

En la oogamia los zoogametos masculinos son pequeños, numerosos por gametangio, pobres en plastos y en reservas, y muy móviles; se denominan espermatozoides o anterozoides. En cuanto a los gametos femeninos, son de gran tamaño, desprovistos de flagelos (oósferas), poco numerosos, ricos en plastos y en reservas, inertes en el medio donde son liberados o permanecen encerrados en el gametangio. Dependiendo donde ocurra la formación del cigoto podemos encontrar:
- Interna: en el interior del gametangio femenino (debido a que la oósfera no es liberada). Es frecuente en algas pardas y algas verdes y es además el único sistema de reproducción sexual de los briófitos y peteridófitos.

- Externa: cuando la oósfera es liberada y por tanto la formación del cigoto se realiza fuera del gametangio femenino. Frecuente en algas pardas y verdes.